# North American A-36
North American A-36 Apache (denumit în unele surse „Invader”, dar și Mustang) a fost versiunea de atac la sol/bombardier în picaj a avionului P-51 Mustang, de la care se poate distinge prezența unor frâne de picaj subțiate, rectangulare deasupra și sub aripi. În total, 500 de bombardiere în picaj A-36 au fost folosite în Africa de Nord, zona Mediteranei, Italia și teatrul de operațiuni China-Burma-India în al Doilea Război Mondial înainte de a fi retrase din dotare în 1944.